# پان شیا
پان شیا (انگلیسی: Pan Xia؛ زادهٔ ۵ اکتبر ۱۹۸۱) بازیکن سافت‌بال زن اهل چین بود. در بازی‌های المپیک تابستانی ۲۰۰۴ شرکت کرده‌است.